# Stormvogels in het seizoen 1961/62
Het seizoen 1961/1962 was het achtste jaar in het bestaan van de IJmuidense betaaldvoetbalclub Stormvogels. De club kwam uit in de Eerste divisie A en eindigde daarin op de 17e plaats, dit hield in dat de club rechtstreeks degradeerde naar de Tweede divisie. Tevens deed de club mee aan het toernooi om de KNVB beker, hierin werd in de tweede ronde, na strafschoppen, verloren van VSV (0–0).

## Wedstrijdstatistieken

### Eerste divisie A
|       | AGOVV | Alkmaar '54 | BVV   | D.F.C. | DHC   | Eindhoven | Fortuna | Go Ahead | 't Gooi | Haarlem | Helmond | KFC   | Leeuwarden | Sittardia | SVV   | Veendam | Vitesse |
| ----- | ----- | ----------- | ----- | ------ | ----- | --------- | ------- | -------- | ------- | ------- | ------- | ----- | ---------- | --------- | ----- | ------- | ------- |
| Thuis | 0 – 2 | 0 – 0       | 0 – 1 | 0 – 6  | 1 – 3 | 0 – 1     | 1 – 1   | 0 – 2    | 4 – 1   | 1 – 1   | 5 – 2   | 0 – 3 | 1 – 3      | 1 – 3     | 0 – 1 | 3 – 3   | 1 – 2   |
| Uit   | 2 – 0 | 6 – 1       | 1 – 3 | 1 – 1  | 3 – 0 | 2 – 0     | 6 – 1   | 0 – 0    | 2 – 0   | 1 – 0   | 2 – 1   | 5 – 2 | 2 – 1      | 1 – 2     | 2 – 1 | 4 – 0   | 4 – 2   |

### KNVB beker
| 2e ronde                                  | VSV | 0 – 0 Na strafschoppen | Stormvogels |
| 31 maart 1962 Plaats: Velsen Schoonenberg |     |                        |             |

## Statistieken Stormvogels 1961/1962

### Eindstand Stormvogels in de Nederlandse Eerste divisie A 1961 / 1962
| Stand | Gespeeld | Gewonnen | Gelijk | Verloren | Punten | Doelpunten voor | Doelpunten tegen |
| ----- | -------- | -------- | ------ | -------- | ------ | --------------- | ---------------- |
| 17e   | 34       | 4        | 6      | 24       | 14     | 33              | 79               |

### Topscorers
| #      | Naam                | Goal |
| ------ | ------------------- | ---- |
| 1.     | Kees Noomen         | 8    |
| 2.     | Siem de Graaf       | 5    |
| 2.     | Wim van der Waal    | 5    |
| 4.     | Hans van Doorneveld | 3    |
| 4.     | Wim Maarleveld      | 3    |
| 6.     | Jan Snoeks          | 2    |
| 7.     | Paul Degenaar       | 1    |
| 7.     | Dirk van Duyvenbode | 1    |
| 7.     | Piet van Duyvenbode | 1    |
| 7.     | Bram Haverkamp      | 1    |
| 7.     | Wijnand de Klerk    | 1    |
| 7.     | Bert van Wooning    | 1    |
| Totaal | Totaal              | 33   |

| #      | Naam        | Goal |
| ------ | ----------- | ---- |
| –      | Geen speler | 0    |
| Totaal | Totaal      | 0    |